# Pufujia luteosignata
Pufujia luteosignata är en skalbaggsart som först beskrevs av Pu 1991.  Pufujia luteosignata ingår i släktet Pufujia och familjen långhorningar. Inga underarter finns listade i Catalogue of Life.